# Johannes Sarkander

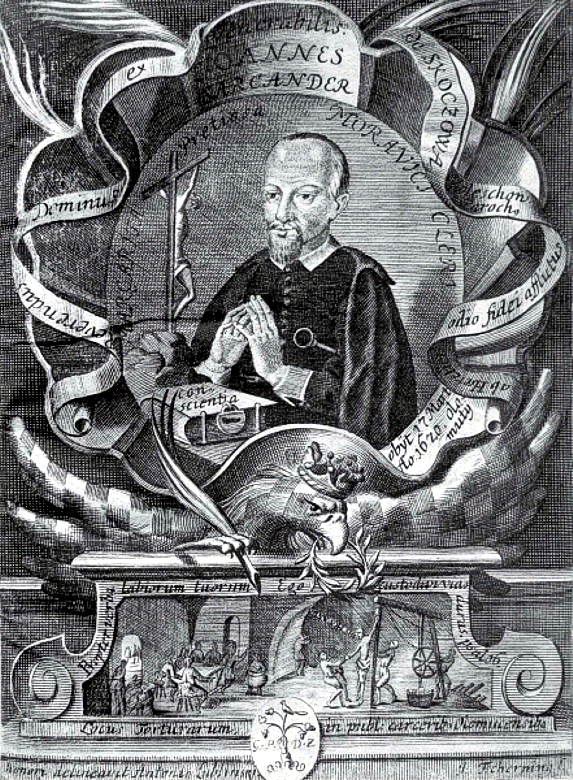
Stich Johannes Sarkanders 1702

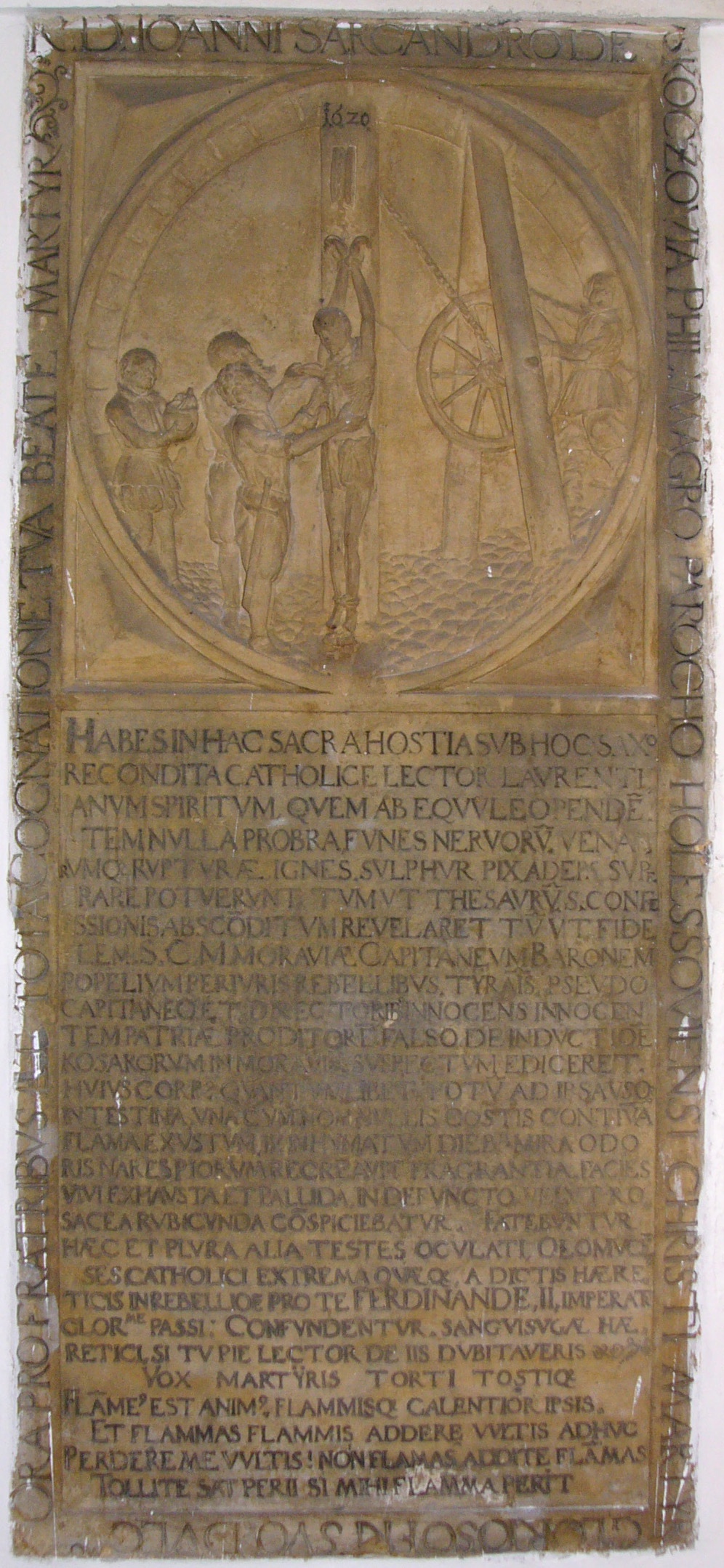
Epitaph in der Sarkanderkapelle in Olmütz mit Darstellung der Marter

Johannes Sarkander (tschechisch und polnisch Jan Sarkander; ferner auch Johann Fleischmann; * 20. Dezember 1576 in Skotschau, Herzogtum Teschen; † 17. März 1620 in Olmütz) war ein mährischer Priester und böhmischer Heiliger.

## Leben
Johannes Sarkander war der Sohn von Gregor Matthias Sarkander und Helene, geb. Gurecki von Kornitz (Gurecky z Kornicz). 1589 siedelte die Mutter, nach dem Tod des Vaters mit ihren fünf Kindern nach Freiberg in Mähren um. Hier besuchte Jan die tschechische Pfarrschule. Drei Jahre später wechselte er in die Jesuitenschule nach Olmütz, später nach Prag. Hier legte er 1602 das Bakkalaureat ab und im folgenden Jahr die Prüfung zum Meister der Freien Künste. 1604 begann er ein Theologiestudium in Graz, brach dieses aber ab, nachdem er eine Ehe eingegangen war. Er promovierte in Philosophie und suchte eine weltliche Beschäftigung. Nach dem Tod seiner Frau nahm er das Theologiestudium wieder auf, legte den Doktor der Theologie ab und wurde am 22. März 1609 in Brünn zum Priester geweiht.
Johannes Sarkander wirkte zunächst im Bistum Olmütz in Jaktar bei Troppau und in Unczow. Als sein Bruder Nikolaus, ebenfalls Pfarrer, wegen einer Verschwörung gegen den Kaiser Rudolf II. verhaftet wurde, ereilte auch Johannes später das gleiche Schicksal, mit der Begründung, dem Bruder die Flucht aus dem Gefängnis ermöglicht zu haben. Nach seiner Entlassung übernahm er zwischen 1611 und 1615 Pfarreien in Charváty, Kroměříž, Zdounky und Boskovice.
1616 wurde er Pfarrer in Holleschau, auf den Ländereien des Hauptmanns Ladislav Popel von Lobkowitz. Seine Tätigkeit wurde durch den Aufstand protestantischer Stände gegen die Habsburger erschwert (Beginn des Dreißigjährigen Krieges 1618), in dessen Verlauf auch sein Herr von Lobkowitz festgenommen wurde. Sarkander begab sich daraufhin zu einer Wallfahrt nach Tschenstochau und hielt sich auch kurz in Krakau auf. Dies ließ Gerüchte aufkommen, er habe als Botschafter des Kaisers die Truppen des Kommandanten von Lisów zu Hilfe gerufen. Der Verdacht verstärkte sich nach seiner Rückkehr im November 1619, als Holleschau von Plünderungen durch die Heere unter Führung von A.J. Lisowski verschont blieb. So soll Sarkander mit einer Prozession dem heranziehenden Heer entgegengegangen sein, worauf sich das katholische polnische Heer der Prozession angeschlossen haben soll. Anschließend wurden die umliegenden protestantischen Dörfer geplündert.
Er wurde daraufhin auf Veranlassung des Richters Václav Bítovský z Bítova in Olmütz festgenommen und unter Folterung verhört. Unter anderem wurde von ihm beim Verhör am 18. Februar 1620 verlangt, das Beichtgeheimnis zu verletzen und die Inhalte der Beichten seines Herrn von Lobkowicz bekannt zu geben. Sarkander verweigerte sich und starb einen Monat später an den Folgen der Folterung.
Die letzten historischen Erkenntnisse gehen davon aus, dass Sarkander keinen Verrat verübt habe. Die Hilfe soll durch die Vermittlung der kaisertreuen Grafen Althann und Druget Hommonay zustande gekommen sein.
Ein Teil seiner sterblichen Überreste wurden im Dom von Olmütz, weitere Gebeine in der St.-Michael-Kirche und weiteren Kirchen beigesetzt.
Die Nachricht von seinem Tod verbreitete sich schnell im Land. Aber auch in Polen und Böhmen begann die Bevölkerung, ihn als Märtyrer zu verehren. Am 11. September 1859 wurde Jan Sarkander von der päpstlichen Kurie in Rom seliggesprochen, die Zeremonie der Beatifikation fand am 6. Mai 1860 im Petersdom statt. Im Olmützer Dom wurde im Zuge der neugotischen Umgestaltung ein aufwändiger Reliquienschrein geschaffen. Der Prozess der Kanonisierung wurde auf Antrag der Bischöfe von Olmütz und Kattowitz am 31. Juli 1981 aufgenommen. Am 5. April 1993 verkündete Papst Johannes Paul II. im öffentlichen Konsistorium, den seligen Johannes Sarkander in das Verzeichnis der Heiligen aufzunehmen.
In seiner Geburtsstadt erinnern drei Kapellen an den Heiligen. In der Stadt Uničov, wo er auch wirkte, wurde seine Bronzestatue vor der Kirche gebaut.

## Patronate
Johannes Sarkander ist Patron des Beichtgeheimnisses.
Namenstag ist der 17. März.
Johannes Sarkander, poln.: Jan Sarkander ist auch Patron des Bistums Bielsko-Żywiec, dort wird sein Gedenktag am 30. Mai gefeiert.